# AnyDecentMusic?
AnyDecentMusic? es un sitio web que recopila reseñas de álbumes de revistas, sitios web y periódicos. Incluye álbumes de música, cubriendo rock, pop, electrónica, danza, folk, country, roots y urban. Las críticas provienen de más de 50 sitios web, revistas y periódicos, principalmente de los Estados Unidos y el Reino Unido, pero también de Canadá, Irlanda y Australia.

## Historia
AnyDecentMusic? fue fundada en 2009 por Ally Palmer y Terry Watson, los directores de PalmerWatson, una consultora de diseño de periódicos y revistas. Al crear el sitio: "Los periódicos son nuestro negocio (y nos apasionan). Nuestra otra pasión es la música, y hemos combinado las dos cosas".

## Organización del sitio
Los creadores del sitio, Palmer y Watson, dicen: "[AnyDecentMusic?] estudia las reseñas de los últimos lanzamientos de álbumes en periódicos y sitios web y proporciona una tabla de reacciones críticas constantemente actualizada."
Las calificaciones se promedian y los álbumes se clasifican en una tabla con la intención de dar una visión general de la evaluación crítica de las publicaciones actuales, basada en la puntuación promedio de 10. Este cuadro constituye la pieza central del sitio. Los usuarios también pueden ver gráficos que muestran clasificaciones de más de 3 meses, 6 meses o 12 meses. También es posible ver una tabla específica de género o excluir géneros que no son de interés.
Se proporcionan breves extractos de la revisión, con hipervínculos al artículo original. También se incluyen algunas reseñas impresas, pero no todas tienen extractos del original. AnyDecentMusic? evalúa las revisiones que no proporcionan una puntuación numérica y asigna lo que considera una puntuación apropiada, basada en el tono y el contenido de la revisión. En las páginas de reseñas de los álbumes, generalmente hay un enlace al servicio de streaming de medios como Spotify.
El sitio web de música AltSounds se añadió a la lista de fuentes de clasificación en noviembre de 2012. Lo anunciaron diciendo: "AltSounds se ha unido recientemente al sitio web de cartas de gustos Any Decent Music, donde nuestras críticas son parte de la construcción de la carta de álbumes."
En julio de 2012, se lanzó una aplicación AnyDecentMusic dentro del servicio de transmisión de música Spotify. Esta fue la App del día de Spotify el 19 de julio. Fue descrito por Spotify: "Desarrollada a partir de la tabla de AnyDecentMusic.com, que proporciona a los amantes de la música listados constantemente actualizados de los álbumes más aclamados por la critically- [sic], esta novedosa aplicación Spotify utiliza valoraciones de los principales expertos y fuentes de crítica independientes de todo el mundo para ayudarte a descubrir lo mejor de la nueva música". Según Palmer y Watson, "la aplicación ADM Spotify se centra en todos los géneros contemporáneos, desde el indie hasta el hip hop, pasando por la electrónica y todo lo demás". A continuación, explicaron el proceso de agregación de reseñas del sitio web:

"Cada día examinamos más de 50 publicaciones de reseñas musicales, en línea y fuera de línea. Creemos que es una difusión bastante representativa de fuentes del Reino Unido, Estados Unidos, Canadá, Australia, Irlanda y Alemania. Son diferentes, pero todos son inteligentes, independientes y estudiados, y creemos que da una buena muestra representativa de la opinión crítica. No somos un agregador de reseñas de ballenas, que barre automáticamente todo lo relacionado con cada lanzamiento de álbum. Todo en ADM ha sido revisado, seleccionado y agregado manualmente. Es un trabajo meticuloso, pero es una labor de amor y significa que no abarrotamos el sitio con reediciones y compilaciones y cosas que sabemos que los verdaderos fanáticos de la música no están interesados.  [sic]."

## Sitios similares
El sitio es similar a otros sitios web de agregadores de reseñas como Metacritic y Rotten Tomatoes en el sentido de que reúne reseñas para evaluar la aclamación de la crítica. El sitio se diferencia en el sentido de que se especializa en música contemporánea en los campos elegidos. No cubre el jazz o los lanzamientos clásicos, o muchos álbumes de música del mundo, y tiende a ignorar la mayoría de las reediciones, compilaciones y varias colecciones de artistas. También difiere en su elección de fuentes, eligiendo ser más selectivo, en lugar de cubrir todas las revisiones disponibles.
El sitio también ofrece recomendaciones regulares de temas, llamadas "Today We Love", y listas de reproducción regulares, con temas que a veces parecen ser de actualidad y a veces aleatorios. Aunque en principio es similar a otros sitios web de agregadores de reseñas, AnyDecentMusic? se centra en que sus usuarios encuentren nueva música a través de sus funciones, con la posibilidad de formular un "gráfico" personal a través de filtros de búsqueda por género y período de tiempo.
Palmer y Watson describieron su razonamiento detrás del sitio en su sitio web PalmerWatson.com: "No pudimos encontrar un sitio que hiciera lo que hace AnyDecentMusic?, así que construimos uno."

## Gráfico
Una vez que un álbum o lanzamiento tiene cinco reseñas de diferentes fuentes, entra en la tabla de lanzamientos recientes, donde permanece durante seis semanas. Es este gráfico el que constituye la pieza central del sitio. En 2010, el periódico The Observer Sunday publicó regularmente el top 10 de AnyDecentMusic? en su página de gráficos.
Existe un "All-Time" Chart, pero este solo cubre la duración de la existencia del sitio web, que es de aproximadamente seis años.
Desde el comienzo del sitio, los siguientes álbumes tienen la calificación agregada más alta:
- To Pimp a Butterfly por Kendrick Lamar – 9.3
- Damn por Kendrick Lamar – 9.1
- Black Messiah por D'Angelo – 9.1
- Channel Orange por Frank Ocean – 8.9
- Skeleton Tree por Nick Cave and the Bad Seeds – 8.9
- Hadestown por Anaïs Mitchell – 8.8
- My Beautiful Dark Twisted Fantasy por Kanye West – 8.8
- You Want It Darker por Leonard Cohen – 8.8
- Carrie & Lowell por Sufjan Stevens – 8.8
- A Crow Looked at Me por Mount Eerie – 8.8
- Room 25 por Noname – 8.8
- Sunbather por Deafheaven – 8.8

La calificación más baja:
- JLS de JLS – 2.7